# Tredje fitnan

Karta över Medelhavs- och Mellanösternvärlden runt år 740.

Tredje fitnan (arabiska: الفتنة الثالثة), eller abbasidiska revolutionen, refererar till olika revolter under 740-talet som ledde till umayyaddynastins fall och dess ersättning av abbasidkalifatet (750–1258). Som med tidigare fitnor drevs den abbasidiska revolutionen av intra-muslimska dispyter om politisk legitimitet.
Fitna är ett arabiskt ord som betyder prövning och strävan, och har använts för att referera till förhållanden av civil oordning.